# ماري بريد
ماري بريد (بالإنجليزية: Mary Pride)‏ (من مواليد 1955) هي مؤلفة أميركية ومنتجة مجلة في التعليم المنزلي والموضوعات المسيحية. تشتهر بريد بأعمالها في مجال التعليم المنزلي، ولكنها كتبت أيضًا عن أدوار المرأة، وتكنولوجيا الحاسوب في التعليم، وحقوق الوالدين، والعصر الجديد للفكر من وجهة نظر المحافظين الإنجيليين. وُصفت برايد بأنها «ملكة حركة المدرسة المنزلية» و «المعلمة المنزلية»، لدورها في تأليف أدلة لحركة التعليم المنزلي. كما أنها تعتبر من الناشطين في حركة كفيرفول المسيحية، التي تنبع من كتابها الأول، الطريق إلى المنزل.

## حياتها المبكرة
وُلدت بريد في مدينة نيويورك، بولاية نيويورك، في عام 1955. تخرجت من المدرسة الثانوية في سن 15، وبعد ذلك التحقت بمعهد رينسيلار للتقنيات المتعددة حيث حصلت على درجة البكالوريوس في الهندسة الكهربائية في عام 1974، ودرجة الماجستير في هندسة نظم الكمبيوتر بعد عام. تزوجت ماري زوجها بيل في هذا الوقت قريبًا وتحولا إلى إلى المسيحية الإنجيلية. كانت برايد تعتبر نفسها سابقا ناشطة نسوية.
قبل أن يولد أول طفل من أطفالها التسعة، قررت بريد أن تدرس لهم في في المنزل. وقد دفعها غياب أدلة التعليم المنزلي التي واجهتها إلى البدء في كتابة أدلتها ومراجعها الخاصة في التعليم المنزلي.

## كتبها وآرائها

### عن دور المرأة ومنع الحمل
في كتاب بريد الأول، الطريق إلى المنزل: ما وراء النسوية، العودة إلى الواقع، قالت بريد أنها ركزت رحلتها بعيدًا عن أفكار حركة النسوية والأفكار المضادة للسعادة، في الفترة التي كانت تحيا بها كناشطة ثم الفترة التي تحولت فيها إلى المسيحية الإنجيلية المحافظة في عام 1977. وصفت بريد اكتشافها للسعادة المحيطة التي شعرت بها هو دور الكتاب المقدس المكلف للزوجات والأمهات كمربيات للأطفال والقيام برعايتهن في المنزل تحت سلطة الزوج. ذكرت برايد أن مثل هذا النمط من الحياة كان مطلوبًا في الكتاب المقدس من النساء المسيحات المتزوجات ولكن معظمهن خُدعن دون علم من قبل النسوية. في الوقت نفسه واجهت في كتاب مختلف إصدارات النسوية المسيحية.
اختارت برايد العديد من آيات الكتاب المقدس كأساس لحججها، والتي أيدت ما نادت به وهو دور المرأة في الكتاب المقدس. وشملت هذه الآيات التي رأت أنها تحتوي على أفكارها عن أهمية الإنجاب والتخلي عن أي شكل من أشكال تحديد النسل. وقال برايد إن العقلية التي أدت إلى استخدام وسائل تنظيم الأسرة هي السبب الجذري لعدم تأثير النفوذ المسيحي في العالم.
وسرعان ما لوحظ رفض برايد لكل طرق تنظيم الأسرة من قبل أعضاء بارزين في رابطة المتزوجين، وهي حركة تنظيم الأسرة كاثوليكية. يصف جون وشيلا كيبلي في فن تنظيم الأسرة الطبيعية كيف تواصل ممثلو المنظمة ببريد للتعبير عن المخاوف بشأن موقفها. في عام 1989، نشرت بريد في مقالة تحث الأسر المتنامية الأعداد دورية نشرت أجزاء من المراسلات بين كيبليس ونفسها، والتي قبلت بريد فيها استخدام تلك الطرق فقط للأزواج الذين يرغبون في البقاء في صحة جيدة مع الاستعداد لاستخدام أي مراقبة للخصوبة على الإطلاق. يرجع الفضل إلى شيلا كيبلي باعتبارها السبب الذي قبلت بريد بسببها طرق تنظيم الأسرة في كتابها، الطريق إلى المنزل.

## الانتقادات
اتُهمت بريد بإنكارها لحدوث الاعتداء على الأطفال، بل بالمدافعة عن المعتدين.
انتقد ميتشل ستيفنز، وهو عالم اجتماع في كلية هاملتون، بريد لتأثرها بالقيم النسوية في أسلوب حياتها أكثر بكثير مما تنادي به.

## المؤلفات

### الكتب
- الطريق إلى المنزل (كتب دار كروسواي، 1985)
- الكتاب الكبير للتعلم المنزلي (كتب دار كروسواي، 1986)
- الكتاب التالي للتعلم المنزلي (كتب دار كروسواي، 1987)
- الكتاب الكبير الجديد للتعلم المنزلي (كتب دار كروسواي، 1988)
- الطريق إلى المنزل بالكامل (كتب دار كروسواي، 1989)
- صناعة الاعتداء على الأطفال (كتب دار كروسواي، 1986)
- دليل المدرسة (كتب دار كروسواي، 1988)؛ (كتب دار بلاكستون، 2002)
- التضحيات غير المقدسة من العصر الجديد والامبراطوريات القديمة في العصر الجديد (كتب دار كروسواي، 1988، 1989 مع بول ديباري)
- «حكايات الحكيمة القديمة» سلسلة (1990)
- الكتاب الكبير للتعلم المنزلي 4 مجلدات: الشروع في العمل، مرحلة ما قبل المدرسة والابتدائية، المراهقين والكبار، بعد المدرسة (كتب دار كروسواي، 1991)
- دليل بريد للبرامج التعليمية مع الزوج بيل بريد (كتب دار كروسواي، 1997)
- الكتاب الكبير للتعلم المنزلي 3 مجلدات: الشروع في العمل، مرحلة ما قبل المدرسة والابتدائية، جونيور هاي من خلال الكلية (دار ألفا أوميغا للنشر، 1999)
- دليل ماري بريد الكامل للبدء في التعليم المنزلي (2004)